# Encyclia davidhuntii
Encyclia davidhuntii là một loài thực vật có hoa trong họ Lan. Loài này được Withner & M.Fuente mô tả khoa học đầu tiên năm 2001.